# Samuel P. Hays
Samuel Pfrimmer Hays (Corydon, 5 de abril de 1921-Boulder, 22 de noviembre de 2017) fue un pionero historiador medioambiental, social y político. Nació en Corydon, Indiana, y se crio en una granja lechera local. Se licenció en el Swarthmore College en 1948 y se doctoró en la Universidad de Harvard. Es autor de múltiples obras, entre ellas «The Response to Industrialism 1885-1914» en 1957, «Conservation and the Gospel of Efficiency», «Beauty, Health, and Permanence: Environmental Politics in the United States, 1955-1985» y «A History of Environmental Politics since 1945». Creó los Archivos de la Sociedad Industrial en la Universidad de Pittsburgh, donde fue profesor desde 1960 hasta 1990.
Hays fue presidente de la Asociación de Historia Urbana en 1992. En 1997 fue el primer galardonado con el premio "American Society for Environmental History Distinguished Scholar". En 1999 recibió el Premio al Servicio Distinguido de la Organización de Historiadores Americanos. Hayes fue un activista medioambiental. Era propietario de un terreno de 311 acres en el condado de Harrison (Indiana), cerca de Corydon, y lo donó al condado como reserva natural. El condado lo gestiona como Reserva Natural de Hayswood.